# George Devol
George Charles Devol (Louisville, 20 febbraio 1912 – Wilton, 11 agosto 2011) è stato un inventore e imprenditore statunitense, noto per aver creato il primo robot industriale Unimate.  Devol viene così ricordato come il "Grandfather of Robotics" (nonno della robotica).
È inserito nella National Inventors Hall of Fame con la dedica "Devol's patent for the first digitally operated programmable robotic arm represents the foundation of the modern robotics industry".

## Biografia
George Charles Devol Jr. nacque a Louisville (Kentucky). Nel 1932 Devol fondò la United Cinephone dedicata alla produzione di sistemi per il cinema sonoro. Realizzò nel tempo che società come la RCA e la Western Electric si dedicarono a tale settore e quindi decise di non proseguire.
Durante quel periodo brevettò anche luci industriali e un sistema di apertura automatica di porte.
Nel 1939, Devol brevettò un controllo di prossimità per macchine stiratrici per lavanderie, in radiofrequenza. Il brevetto rimase sospeso per tutto il secondo conflitto mondiale.
Allo scoppio della guerra, Devol cedette le quote della United Cinephone e chiese alla Sperry Gyroscope se fossero interessati ad una sua idea di radar. Venne così ingaggiato dalla Sperry come responsabile dei progetti speciali in ambito radar e microonde.
Successivamente entrò a far parte della Auto-Ordnance Company per lo sviluppo di contro misure radar.
Nel 1943, fondò la General Electronics Industries a Greenwich (Connecticut), sussidiaria della Auto Ordnance Corporation. General Electronics produsse contromisure radar fino alla fine della guerra per le forze armate americane.
Devol si dimise dalla Auto-Ordnance Company e entrò in RCA come responsabile delle vendite di elettronica di consumo. Devol lasciò RCA per occuparsi della sua nuova idea di robot industriale. Nel 1946 brevettò un sistema di registrazione magnetica.
Devol fece parte anche di un gruppo di lavoro che sviluppò il primo forno a microonde commerciale, lo Speedy Weeny, che cucinava e dispensava cibo alla Grand Central Terminal di New York.
Negli anni'50 vendette il suo brevetto di registrazione dati su supporto magnetico alla Remington Rand e ne divenne responsabile del settore. La memoria magnetica in questione, troppo lenta per l'applicazione dati, venne usata poi per il suo primo robot.

## Il primo robot industriale: Unimate

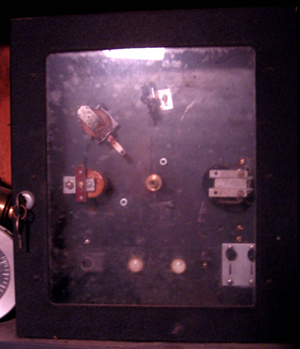
Il primo registratore magnetico statico, che usa una lama di sega per registrare informazioni

Nel 1954, Devol brevettò un Programmed Article Transfer che introdusse il concetto di Universal Automation o Unimation. Il nome fu suggerito dalla moglie Evelyn, per identificare il prodotto.
(nota del brevetto)
Tra le altre aziende contattate per la sua invenzione, si recò anche presso la Manning, Maxwell and Moore. All'epoca Joseph F. Engelberger ne era il responsabile dell'ingegneria a Stratford (Connecticut). Engelberger fu entusiasta e con Devol licenziarono la Manning, Maxwell and Moore per lo sfruttamento del suo brevetto.
Engelberger proseguì l'attività alla Consolidated Diesel Electronic (Condec), nello sviluppo del robot. La nuova divisione della Condec venne chiamata Unimation Incorporated con Engelberger presidente.
Nel 1960 Devol vendette personalmente il primo Unimate, che venne consegnato nel 1961 alla General Motors.
Devol morì l'11 agosto 2011 a 99 anni a Wilton (Connecticut). Ebbe due figlie, due figli, cinque nipoti e cinque pronipoti. È sepolto a Wilton, CT.

## Onorificenze
- Membro onorario della Society of Manufacturing Engineers (1985)
- Introdotto nella National Inventors Hall of Fame (2011)[3]
- Member of the Automation Hall of Fame[14]
- Gli archivi Devol sono presenti al Henry Ford Museum a Dearborn (Michigan).